# Maia Mutts
I Maia Mutts sono una squadra di football americano, di Maia, in Portogallo, fondata nel 2011 a Vila Nova de Gaia. Sono diventati Maia Mutts nel 2021.

## Dettaglio stagioni

### Tornei nazionali

#### Campionato

##### LPFA
| Stagione | regular season | regular season | regular season | regular season | regular season | regular season | playoff | playoff | playoff | playoff | playoff | playoff    | playoff            |
|          | Vin            | Par            | Per            | Tot            | PF             | PS             | Vin     | Per     | Tot     | PF      | PS      | risultato  | avversaria         |
| -------- | -------------- | -------------- | -------------- | -------------- | -------------- | -------------- | ------- | ------- | ------- | ------- | ------- | ---------- | ------------------ |
| 2015-16  | 6              | 0              | 2              | 8              | 280            | 92             | 0       | 1       | 1       | 0       | 2       | Semifinale | Algarve Sharks     |
| 2016-17  | 6              | 0              | 3              | 9              | 189            | 116            | 1       | 1       | 2       | 46      | 45      | Semifinale | Maia Renegades     |
| 2017-18  | 8              | 0              | 2              | 10             | 250            | 103            | 2       | 1       | 3       | 39      | 39      | Finale     | Portuscale Dragons |
| 2019     | 5              | 0              | 1              | 6              | 147            | 82             | 1       | 1       | 2       | 53      | 45      | Finale     | Lisboa Devils      |
| Totale   | 25             | 0              | 8              | 33             | 866            | 393            | 4       | 4       | 8       | 138     | 131     |            |                    |

Fonti: Sito APFA- A cura di Roberto Mezzetti;

#### Coppa

##### Torneio Fundadores
| Stagione | regular season | regular season | regular season | regular season | regular season | regular season | playoff | playoff | playoff | playoff | playoff | playoff    | playoff           |
|          | Vin            | Par            | Per            | Tot            | PF             | PS             | Vin     | Per     | Tot     | PF      | PS      | risultato  | avversaria        |
| -------- | -------------- | -------------- | -------------- | -------------- | -------------- | -------------- | ------- | ------- | ------- | ------- | ------- | ---------- | ----------------- |
| 2018     | -              | -              | -              | -              | -              | -              | 1       | 1       | 2       | 50      | 19      | Semifinale | Lisboa Devils     |
| 2019     | -              | -              | -              | -              | -              | -              | 1       | 1       | 2       | 14      | 45      | Finale     | Cascais Crusaders |
| Totale   | -              | -              | -              | -              | -              | -              | 2       | 2       | 4       | 64      | 64      |            |                   |

Fonti: Sito APFA- A cura di Roberto Mezzetti;